# Isquèmia intestinal
La isquèmia intestinal o isquèmia mesentèrica és una afecció mèdica en la qual es produeix una lesió a l'intestí gros o prim a causa d'un subministrament de sang insuficient. Pot aparèixer sobtadament, coneguda com a isquèmia intestinal aguda, o gradualment, coneguda com a isquèmia intestinal crònica. La forma aguda de la malaltia sovint es presenta amb dolor abdominal intens i sobtat i s'associa amb un alt risc de mort, en produir-se un infart intestinal i necrosi intestinal. La forma crònica normalment es presenta més gradualment amb dolor abdominal després de menjar, pèrdua de pes no intencionada, vòmits i por a menjar.
La isquèmia de l'intestí gros (còlon) s'anomena colitis isquèmica. Encara que és poc freqüent a la població general, la colitis isquèmica es produeix amb major freqüència en la gent gran i és la forma més freqüent d'isquèmia intestinal.
Els factors de risc d'isquèmia intestinal aguda inclouen la fibril·lació auricular, la insuficiència cardíaca, la insuficiència renal crònica, la tendència a formar coàguls de sang i un infart de miocardi previ. Hi ha quatre mecanismes pels quals es produeix un flux sanguini deficient: un coàgul de sang d'un altre lloc que s'allotja en una artèria, un coàgul de sang nou que es forma en una artèria, un coàgul de sang que es forma a la vena mesentèrica superior i un flux sanguini insuficient a causa de la pressió arterial baixa. o espasmes de les artèries. La malaltia crònica és un factor de risc de malaltia aguda. El millor mètode de diagnòstic és l'angiografia amb tomografia computada (TC).
El tractament de la isquèmia aguda pot incloure la implantació de stents o medicaments per trencar el coàgul proporcionat al lloc de l'obstrucció amb radiologia intervencionista. La cirurgia oberta també es pot utilitzar per eliminar o evitar l'obstrucció i es pot requerir per extirpar els intestins que puguin haver mort. Si no es tracta ràpidament, el pronòstic és dolent. Entre els afectats, fins i tot amb tractament, el risc de mort és del 70% al 90%. En aquells amb malaltia crònica, la cirurgia de bypass és el tractament d'elecció. Els que tenen trombosi de la vena poden ser tractats amb anticoagulació.
La isquèmia intestinal aguda afecta al voltant d'un cinc per cent mil persones a l'any al món desenvolupat. La isquèmia intestinal crònica afecta aproximadament un u per cent mil persones. La majoria de les persones afectades tenen més de 60 anys. Les taxes són aproximadament iguals en homes i dones de la mateixa edat. La isquèmia intestinal es va descriure per primera vegada el 1895.